# Delia Goetz
 Delia Goetz (geb. 14. Juni 1896 in Wesley, Iowa; gest. 26. Juni 1996 in Washington, D.C.) war eine US-amerikanische Kinderbuchautorin und Übersetzerin (Lateinamerikanistik). Sie ist insbesondere bekannt als Verfasserin der englischen Version (mit Sylvanus G. Morley) des Popol Vuh (nach der spanischen Übersetzung von Adrián Recinos) sowie von anderen aus dem Spanischen ins Englische übersetzten Maya-Texten, wie z. B. den Annalen der Cakchiquel.

## Publikationen (Auswahl)
- (mit Sylvanus G. Morley): Popol Vuh. The Sacred Book of the Ancient Quiche Maya. English Version by Delia Goetz and Sylvanus G. Morley from the Translation of Adrian Recinos. Norman, University of Oklahoma Press, 1950
- Letters from Guatemala. (New World Neighbors). D. C. Heath and Co, January 1941
- Half a Hemisphere. The Story of Latin America. Harcourt, Brace and Company, New York, 1943
- (mit Adrián Recinos): The Annals of the Cakchiquels. Translated from the Cakchiquel Maya. Title of the Lords of Totonicapán. Translated from the Quiché text into Spanish by Dionisio José Chonay, English version by Delia Goetz. (The Civilization of the American Indian) Norman, University of Oklahoma Press., 1953
- (mit Mary Elizabeth Barry und Dorothy Conzelman): Children of the Other Americas: A Guide to Materials in English on the Other Americas suitable for the elementary and junior high school grades. Washington, D.C. 1942 (Online-Teilansicht)
- Völkerverständigung beginnt in der Schule. R. A. Müller, Stuttgart 1950